# Hamilton Ricard
Pour les articles homonymes, voir Ricard (homonymie).
Hamilton Ricard Cuesta, né le 12 janvier 1974 à Quibdó (Colombie), est un footballeur international colombien, qui évolue au poste d'attaquant.
Au cours de sa carrière il joue au Deportivo Cali, à Middlesbrough, à l'Independiente Santa Fe, au CSKA Sofia, au Shonan Bellmare, à Cortuluá, à Emelec, à l'APOEL Nicosie, au CD Numancia, à Danubio et à Shanghai Shenhua ainsi qu'en équipe de Colombie.
Ricard marque cinq buts lors de ses vingt-sept sélections avec l'équipe de Colombie entre 1995 et 2000. Il participe à la coupe du monde de football en 1998 et à la Copa América en 1997 et 1999 avec la Colombie.

## Carrière
- 1992-1997 :  Deportivo Cali
- 1997-2001 :  Middlesbrough
- 2001-2002 :  CSKA Sofia
- 2002 :  Independiente Santa Fe
- 2003 :  Shonan Bellmare
- 2003 :  Cortuluá
- 2004 :  Emelec
- 2004-2005 :  APOEL Nicosie
- 2005 :  Deportivo Cali
- 2005-2006 :  CD Numancia
- 2006-2007 :  Danubio
- 2007-2008 :  Shanghai Shenhua
- 2009-2010 :  Danubio
- 2010- :  Deportes Concepción[1]

## Palmarès

### En équipe nationale
- 27 sélections et 5 buts avec l'équipe de Colombie entre 1995 et 2000[2].
- Quart-de-finaliste de la Copa América 1997 et de la Copa América 1999.
- Participe au premier tour de la coupe du monde 1998.

### Avec le Deportivo Cali
- Vainqueur du Championnat de Colombie de football en 1996.

### Avec l'APOEL Nicosie
- Vainqueur du Championnat de Chypre de football en 2004.
- Vainqueur de la Supercoupe de Chypre de football en 2004.

### Avec Danubio
- Vainqueur du Championnat d'Uruguay de football en 2007.

### Avec Shanghai Shenhua
- Vainqueur de la Coupe des champions de l'A3 en 2007.

### Distinctions personnelles
- Meilleur buteur du Championnat de Colombie de football en 1997.